# Коропецька селищна територіальна громада
Коропецька селищна громада — територіальна громада в Україні, у Чортківському районі Тернопільської области. Адміністративний центр — селище Коропець.
Площа громади — 85,9 км², населення — 6132 осіб (2020).
Утворена 29 липня 2015 року шляхом об'єднання Коропецької селищної ради, Вербківської та Садівської сільських рад Монастириського району.

## Населені пункти
У складі громади 1 селиещ (Коропець) і 7 сіл:
- Вербка
- Вістря
- Горигляди
- Діброва
- Садове
- Світле
- Стигла